# 带灯
《带灯》，贾平凹的长篇小说，是他首部以女性作为主人公的长篇小说。

## 写作和出版
贾平凹身边的“综治办”女官僚同时也是他的女粉丝和他经常联系，谈生活和工作，还给贾平凹寄东西，于是贾平凹用这些素材写了这部长篇小说，一共40万字。

## 内容
该书讲述秦岭山区樱镇一个乡镇的综治办女主任“带灯”的生活和工作。

## 角色
- 带灯：美艳而且清高，本名“萤”，女性中国共产党乡镇官僚，“镇综合治理办公室主任”，负责处理纠纷和上访，她既要服从党的命令来维稳，稳定压倒一切，又不愿意过分伤害同乡百姓。[2]

## 主题和风格
《带灯》即是书名也是主人公名字，寄托了贾平凹的政治理想，既要维护中国共产党的统治地位，稳定压倒一切，上访村民都要截访回来，不要到县城去，又不能过分欺压社会底层的老百姓，水能载舟亦能覆舟。

## 影响
贾平凹接受新京报记者采访时说该书受了基督教《圣经·旧约》“创世纪”的启发。
刘震云的《我不是潘金莲》也是写“基层上访”的长篇小说。

## 评价
部分人将这部长篇小说视为“上访小说”。